# 남구 갑 (인천)
인천 남구 갑은 대한민국의 옛 국회의원 선거구이다. 인천광역시 남구의 일부 지역을 관할하였다.

## 역사
1988년 대한민국 제13대 국회의원 선거를 앞두고 중구·남구 선거구에서 분리되면서 신설되었다.
1995년 3월, 남구 옥련동·선학동·연수동·청학동·동춘동·송도동이 연수구로 분구되었다. 이에 제15대 국회의원 선거를 앞두고 선학동이 신설되는 연수구 선거구로 넘어갔다. 
2018년 7월, 남구가 미추홀구로 명칭이 개칭되었다. 거기에 제21대 국회의원 선거를 앞두고 남구 갑 선거구에 새롭게 동구 지역을 편입하게 됨에 따라 동구·미추홀구 갑 선거구로 개편되면서 폐지되었다.

## 역대 국회의원
| 선거   | 정당 | 정당       | 의원   |
| ------ | ---- | ---------- | ------ |
| 1988년 |      | 민주정의당 | 심정구 |
| 1992년 |      | 민주자유당 | 심정구 |
| 1996년 |      | 신한국당   | 심정구 |
| 2000년 |      | 한나라당   | 민봉기 |
| 2004년 |      | 열린우리당 | 유필우 |
| 2008년 |      | 한나라당   | 홍일표 |
| 2012년 |      | 새누리당   | 홍일표 |
| 2016년 |      | 새누리당   | 홍일표 |

## 역대 선거 결과

### 대한민국 제13대 국회의원 선거
|  | 43.55% |

|  | 34.63% |

|  | 9.91% |

|  | 9.65% |

|  | 2.24% |

### 대한민국 제14대 국회의원 선거
|  | 36.69% |

|  | 34.38% |

|  | 24.80% |

|  | 3.09% |

|  | 1.02% |

### 대한민국 제15대 국회의원 선거
|  | 29.11% |

|  | 27.96% |

|  | 21.92% |

|  | 16.39% |

|  | 4.59% |

### 대한민국 제16대 국회의원 선거
|  | 37.60% |

|  | 33.43% |

|  | 17.58% |

|  | 11.37% |

### 대한민국 제17대 국회의원 선거
|  | 44.00% |

|  | 36.29% |

|  | 8.31% |

|  | 5.32% |

|  | 4.80% |

|  | 1.26% |

### 대한민국 제18대 국회의원 선거
|  | 53.59% |

|  | 43.16% |

|  | 3.24% |

### 대한민국 제19대 국회의원 선거
|  | 51.76% |

|  | 43.14% |

|  | 5.08% |

### 대한민국 제20대 국회의원 선거
|  | 44.83% |

|  | 35.50% |

|  | 19.66% |